# Hermann Alexander Diels
Hermann Alexander Diels (Biebrich, barri de Wiesbaden, 18 de maig de 1848 - Berlin-Dahlem 4 de juny de 1922), filòleg hel·lenista i historiador de filosofia especialitzat en filòsofs presocràtics, pare del botànic Friedrich Ludwig Emil Diels. Alumne de la universitat de Bonn i de 
la de Humboldt a Berlín.

## Principal assoliment en la seva carrera
Diels i el seu mestre i inspirador, Hermann Usener, havien notat les similituds entre els Vetusta placita, resum d'opinions de filòsofs erròniament atribuït a Plutarc, i les Eclogae physicae, sobre tot el primer llibre, del compilador de començaments del s V de nom Estobeu. Pensant en una font única comuna, Diels constata que l'apologista grecocristià Teodoret de Cir (primera meitat del segle V), en la seva Terapèutica de les malalties hel·lèniques (Graecarum affectionum curatio), cita com a fonts el Pseudo Plutarc al que coneixia a través d'Eusebi de Cesarea i potser havia llegit directament la Història filosòfica del neoplatònic Porfiri (els fragments conservats dels quals demostraven que no pertanyien al gènere doxogràfic, cosa que permetia eliminar-los del llistat), i també el "Περὶ ἀρεσκόντων ξυναγωγή" obra d'Aeci, Ἀέτιος ("home àguila") Havent vist que les sinopsi doxogràfiques eren més nombroses que la del Pseudo Plutarc i paral·leles a les que es troben en Estobeu, Diels va concloure que Aeci, el qual data al voltant de l'any 100 de la nostra era, hauria estat la font comuna al Pseudo-Plutarc, a Teodoret i a Estobeu. Per tant, es va proposar reconstruir la història dels successius estats textuals de l'obra d'Aaeci, hereva llunyana, segons ell, de les Physicae opiniones, (Φυσικῶν δόξαι), de Teofrast, que havien estat enriquides per Aeci amb elements diversos, particularment estoics i epicuris. Diels va publicar el fruit dels seus treballs amb el nom Doxographi graeci (1879). Aquest llibre és d'una edició crítica dels principals textes doxogràfics de l'Antiguitat i anava complementat amb uns Indices nominum et verborum molt complets. El conjunt constitueix una aplicació magistral dels procediments de crítica textual de Karl Lachmann (ecdòtica), però manca una mica en claredat d'exposició del context aecià.
El 1903 Diels va publicar, perquè fos llibre de text dels seus alumnes, Die Fragmente der Vorsokratiker ("Fragments dels Presocràtics") en 2 volums. Per primera vegada es publicava un corpus de filòsofs anteriors a Sòcrates. El text grec anava acompanyat d'una traducció a l'alemany i d'uns comentaris. Les principals innovacions eren la numeració contínua de tots els autors i la subdivisió dels textes de referència en tres categories: "A", per als testimonis biogràfics i doctrinals; "B", per als fragments textuals amb les seves traduccions, i "C", per a les imitacions i ressò de les teories exposades per aquells filòsofs. Diels va ampliar, revisar i perfeccionar aquest treball en diverses edicions. En la segona edició, del 1906, va afegir una guia, abans que Walther Kranz, el 1910, afegís un tercer volum amb un Index verborum de 480 pàgines, el Wortindex, que se sumava als "Índex de noms propis" i "de fonts" fets per Diels. La tercera edició (1912) es va incrementar amb fragments nous, concretament de la secció dedicada als sofistes, així com el text complet, dins la categoria "B", de l'Elogi d'Helena i de la Defensa de Palamedes obres de Gòrgies, sobre l'autenticitat dels quals Diels n'havia dubtat anteriorment. La quarta edició del 1922, va ser la darrera publicada en vida de Diels; no tenia gaires canvis, el motiu era la utilització del procediment fotomecànic, però tenia un llistat de les modificacions a les seccions anomenades "Nachträge" a l'acabament de cada volum.
L'edició de 1952 (Berlin, Weidmann), porta una crítica de Walther Kranz qui expressa la seva opinió sobre l'actitud de Diels, en els seus darrers anys, de fer equivalents el terme "presocràtic" amb l'expressió "no socràtic". El material de tipus cosmològic, astrològic i gnomològic està al començament del volum I, precedit per la secció consagrada a Orfeu, mentre que tota la sofística antiga està situada al final del volum II; Anaximandre rep una secció "B" formada per 5 passatges catalogats com textuals. La traducció alemanya ha estat corregida i modernitzada i el material dels Nachträge de la quarta edició s'ha incorporat al costat dels textes.
Aquesta obra coneguda com el DK o Diels-Kranz, (de vegades FVS), és encara avui dia la millor i més completa font d'estudi dels filòsofs antics.

## Altres obres
Diels també va publicar llibres dedicats en exclusiva a un sol filòsof: Parmènides, Heràclit i Aristòtil. També es va interessar per la Història de la medicina en va escriure un llibre: Corpus medicorum Graecorum Un altre tema que va investigar va ser la Història de la tecnologia en l'antiguitat, sobre la qual va escriure Vorträge über antike Technik.

## Obres principals
- Doxographi Graeci. Berlín, 1879. ISBN 3-11-001373-8 - PDF
- Poetarum Philosophorum Fragmenta. Berlín, 1901. ISBN 3-296-12201-X, ISBN 3-296-12202-8, ISBN 3-296-12203-6
- Commentaria in Aristotelem Graeca (1882-1909)
- Die Fragmente der Vorsokratiker, sisena edició, revisada per Walther Kranz (Berlín, 1952). (les següents són reimpressiones d'aquesta amb canvis menors o majors.)
- Edición de Parmenides Lehrgedicht, Berlin, Reimer, 1897. ISBN 3-89665-217-6
- Edición de Herakleitos von Ephesos, Berlin, Weidmann, 1901
- Antike Technik: 7 Vorträge, Leipzig, segona edició, Berlín, 1920
- Die Handschriften der antiken Ärzte. 1905-1907
- Beiträge zur Zuckungsliteratur des Okzidents und Orients. Reimprès a Leipzig, 1970